# Arthur Kingscote Potter
Arthur Kingscote Potter, britanski general, * 7. april 1905, Dublin, Irska, † 25. februar 1998, Easebourne, Midhurst, Sussex, Anglija.